# Antje von Stemm
Antje von Stemm (* 11. Oktober 1970 in Hamburg) ist eine deutsche Kinderbuchillustratorin und „Papieringenieurin“.
Antje von Stemm studierte Kinderbuchillustration an der Hamburger Fachhochschule für Gestaltung (Schwerpunkt Kinderbuchillustration bei Rüdiger Stoye). Von 1995 bis 1996 arbeitete sie als Papieringenieurin bei White-Heat, einer Designerfirma für Pop-up-Bücher in Santa Fe. Seit 1997 arbeitet sie im Atelier Freudenhammer in Hamburg. Im Jahr 2000 gründete sie mit ihrer Studienkollegin Franziska Biermann die Firma „brillante töchter“, die bis 2010 existierte.

## Werke (Auswahl)
- Geschenke basteln! Hildesheim, Gerstenberg 2014, ISBN 978-3-8369-5794-6.
- Zipp-Zapp-Zauber. Ein Klipp-Klappbuch, Weinheim, Beltz & Gelberg, 2013, ISBN 978-3-407-79498-7.
- Wie viel Tier steckt in dir? Eine Expedition zu unserer tierischen Verwandtschaft, mit Kerstin Viering und Roland Knauer, Bloomsbury, Berlin 2012, ISBN 978-3-8270-5398-5.
- Eins zwei drei und losgespielt! Das große Familien-Spielebuch, mit Ruth Gellersen, Weinheim, Beltz & Gelberg, 2011, ISBN 978-3-407-79998-2.
- Können Fische Pupsen? Die erstaunlichsten Fragen an die Maus, mit Sabine Dahm, München, cbj, 2011, ISBN 978-3-570-15306-2.
- Unser Schiff. Eine Bilderbuch-Reise mit Suchspielv, München, cbj, 2011, ISBN 978-3-570-15291-1.
- Café Monsterschmaus mit Alex Henry, Hildesheim, Gerstenberg 2010, ISBN 978-3-8369-5230-9.
- Frag doch mal die Maus: Deutschlandreise, mit Daniela Nase, München, cbj, 2010, ISBN 978-3-570-22164-8.
- Die Pop-up-Girls: Abenteuer im Papierland. Gerstenberg, Hildesheim 2009, ISBN 978-3-8369-5265-1.
- Frag doch mal die Maus: Fragen zu Gott, der Welt und den großen Religionen, mit Roland Rosenstock, München, cbj, 2009, ISBN 978-3-570-21981-2.
- Hotel Gruselgraus. Achtung: Unheimliches Pop-up-Buch, mit Alex Henry, Hildesheim, Gerstenberg 2009, ISBN 978-3-8369-5229-3.
- Ungeheuer gute Nacht!, München, cbj, 2009, ISBN 978-3-570-13477-1.
- Frag doch mal die Maus: die meistgestellten Fragen an die Maus, mit Daniela Nase, München, cbj, 2008, ISBN 978-3-570-21897-6.
- Was du schon immer über China wissen wolltest, mit Karin Hasselblatt und Sonja Wagenbrenner, Berlin, Bloomsbury, 2008, ISBN 978-3-8270-5316-9.
- Was du schon immer über die Antike wissen wolltest, mit Kai Brodersen, Berlin, Bloomsbury, 2007, ISBN 978-3-8270-5264-3.
- Was du schon immer über Popmusik wissen wolltest, mit Michael Fuchs-Gamböck und Thorsten Schatz, Berlin, Bloomsbury, 2007, ISBN 978-3-8270-5226-1.
- Was du schon immer über Tiere wissen wolltest, mit Michael Roland Knauer und Kerstin Viering, Berlin, Bloomsbury, 2007, ISBN 978-3-8270-5225-4.
- Extrembasteln mit Krims Kramuri, Hildesheim, Gerstenberg 2006, ISBN 978-3-8067-5054-6.
  - LUCHS Nr. 236, Oktober 2006
- Unser Haus. Ein wunderbares Klapp-Bilderbuch mit Suchspiel!, München, cbj, 2005, ISBN 3-570-12956-X.
- Ollos Welt. Mit Kleboblaten und Pop-ups zum Ausschneiden, mit Franziska Biermann, Hildesheim, Gerstenberg 2003, ISBN 3-8067-5032-7.
- Fräulein Pop und Mrs. Up und das Abenteuer Liebe. Ein Pop-up-Buch zum Selberbasteln, Reinbek, Rowohlt, 2001, ISBN 3-499-21144-0.
- Fräulein Pop und Mrs. Up und ihre große Reise durchs Papierland. Ein Pop-up-Buch zum Selberbasteln, Reinbek, Rowohlt, 1999, ISBN 3-499-20963-2.
  - Deutscher Jugendliteraturpreis 2000 in der Kategorie „Sachbuch“
- Zwei Freundinnen packen aus!, mit Franziska Biermann, Weinheim, Beltz & Gelberg, 2000, ISBN 3-407-79808-3.